# BMW XM

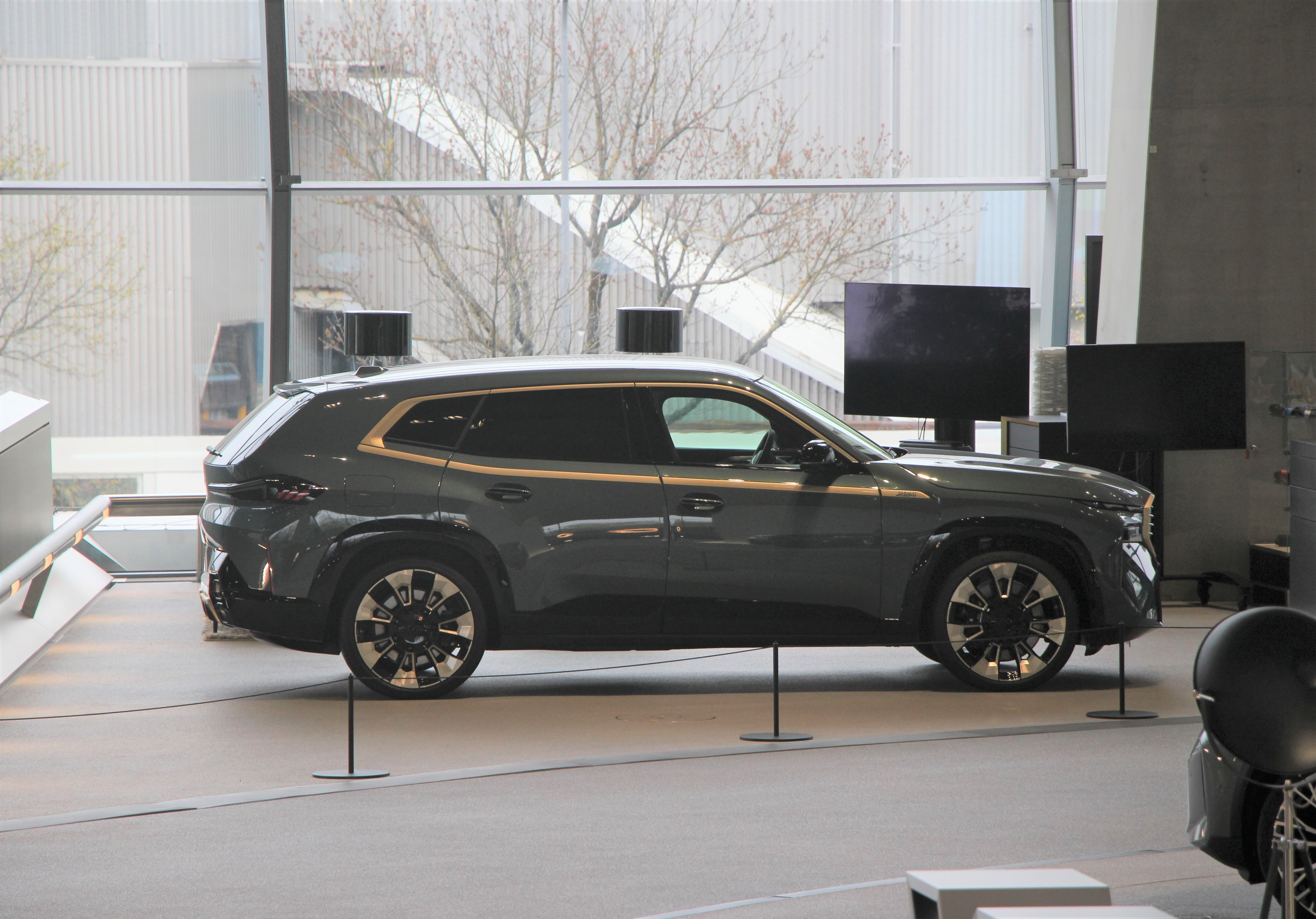
Seitenansicht

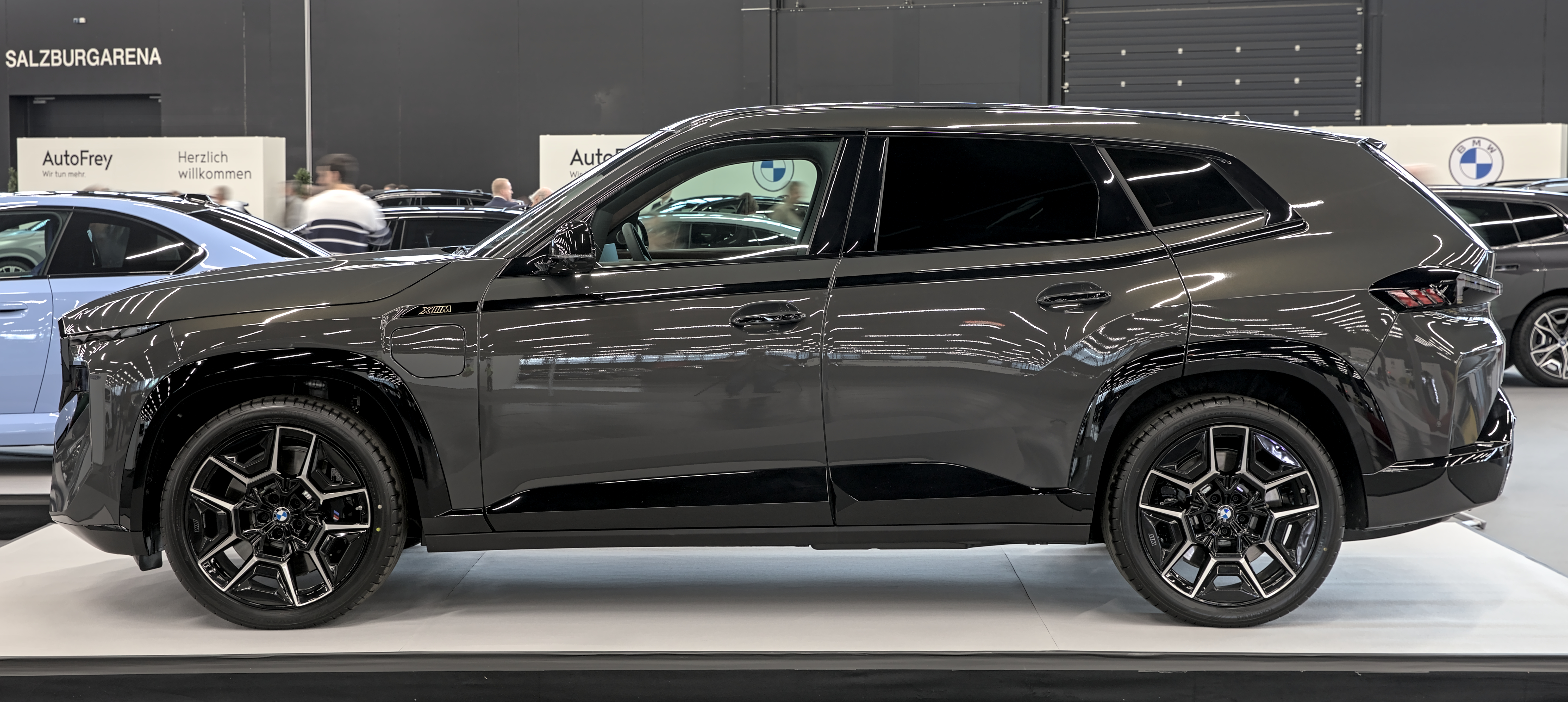
Seitenansicht, Seitenelemente (Akzentlinie) in Schwarz-Hochglanz

Der BMW XM ist ein Sport Utility Vehicle (SUV). Es wurde anlässlich des 50-jährigen Bestehens der BMW M GmbH Ende September 2022 vorgestellt. Die interne Bezeichnung lautet G09. Das Fahrzeug wird im BMW Werk Spartanburg in den USA hergestellt.

## Marktpositionierung und Modellgeschichte
Im November 2021 war der Wagen als Studie Concept XM präsentiert worden. Das Spitzenmodell Label Red mit einem Drehmoment von 1000 Nm bei 550 kW (748 PS) als stärkstes je in Serie produziertes BMW-Modell wurde im April 2023 vorgestellt. Es ist außerdem zum Marktstart als auf 500 Exemplare limitiertes Sondermodell verfügbar. Dieses ist in der Farbe „Individual Frozen Carbon Black metallic“ lackiert, hat diverse rotfarbene Akzente an der Karosserie und durchnummerierte Embleme. Marktstart für das normale Modell war in den USA, neben China ein Hauptmarkt für den Wagen, im Dezember 2022. In Europa, mit etwa 10 Prozent erwartetem Verkaufsanteil („Nischenmarkt“), erfolgte er im Frühjahr 2023. Als Wettbewerber werden unter anderem das Mercedes-AMG G-Modell mit einer Leistung von 430 kW (585 PS) oder der Lamborghini Urus mit einer Leistung von bis zu 490 kW (666 PS) gesehen. Der Marktstart des Label Red erfolgte im September 2023. Das Basismodell 50e wurde im März 2024 eingeführt. Seit Juni 2025 entfällt die 480-kW-Version.

## Karosserie
Der Radstand des XM entspricht exakt dem des BMW X7, die Länge fällt kaum, die Höhe 8 cm geringer aus. Der Kühlergrill ist mit goldenen Elementen umrandet und zudem mit LED-Licht zu beleuchten. Beim Label Red ist namensgemäß unter anderem die seitliche Akzentlinie rot eingefärbt. Am Heck finden sich links und rechts je zwei übereinander angeordnete sechseckige Auspuffendrohre. Die Räder sind 21 bis 23 Zoll groß.

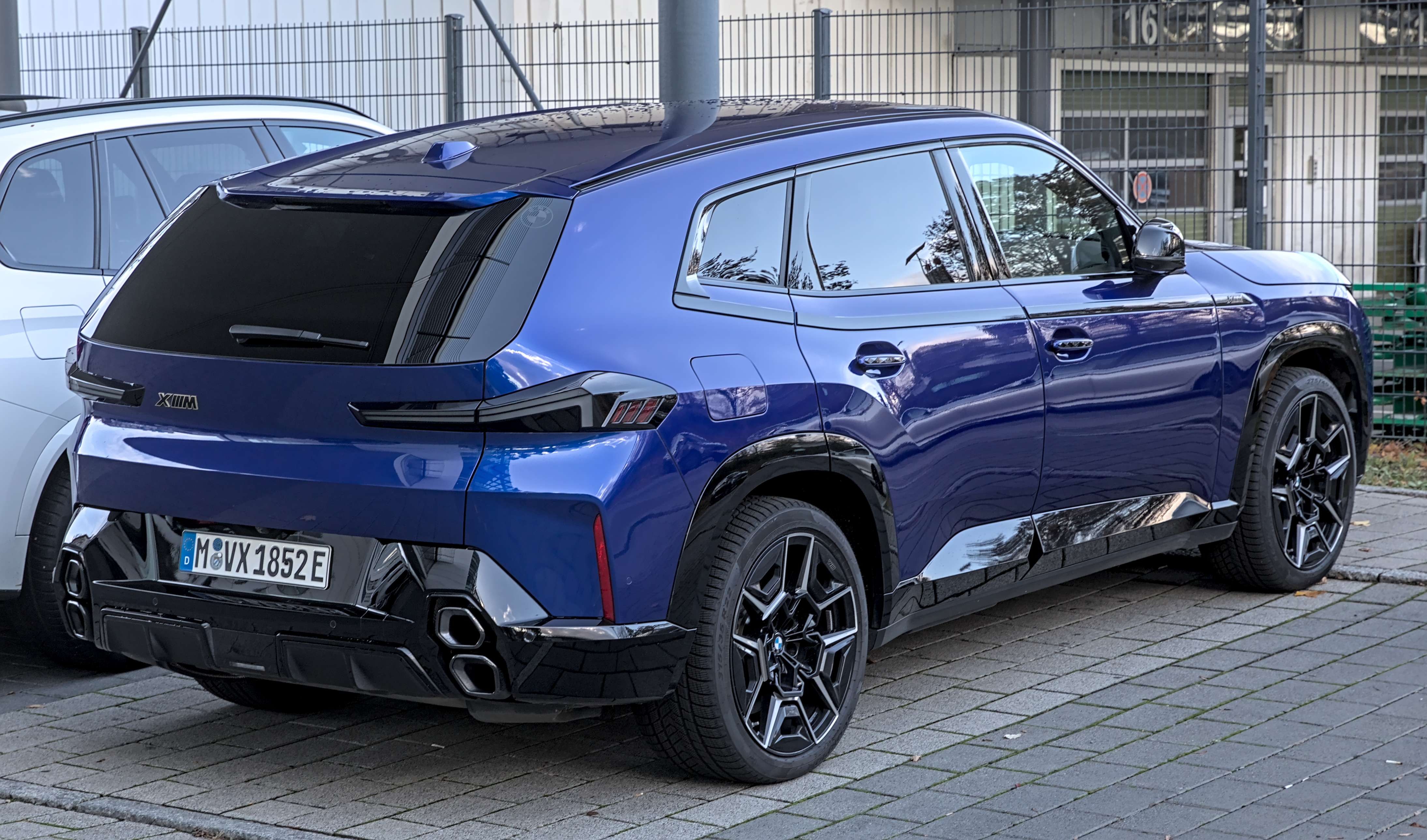
Heckansicht
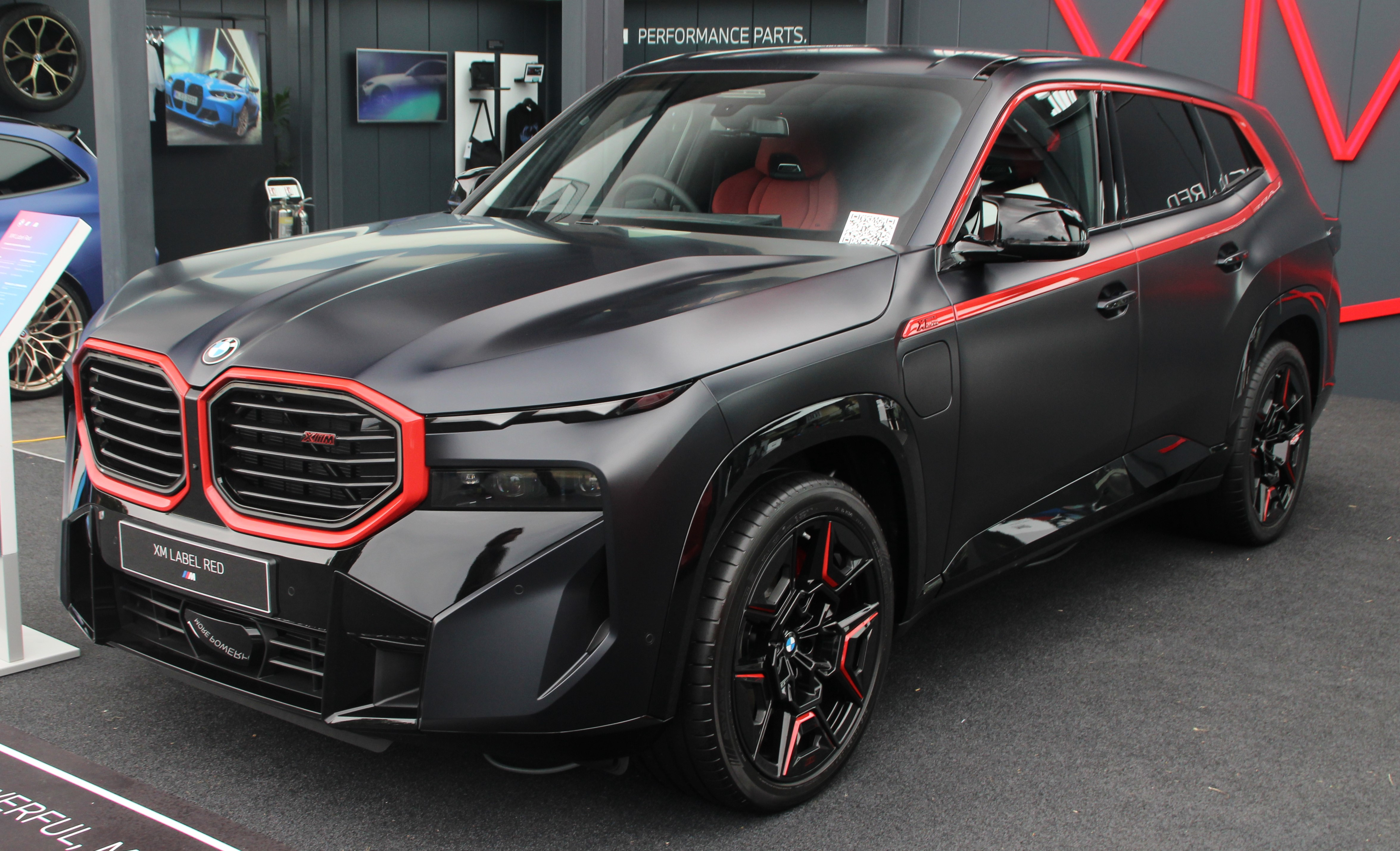
BMW XM Label Red
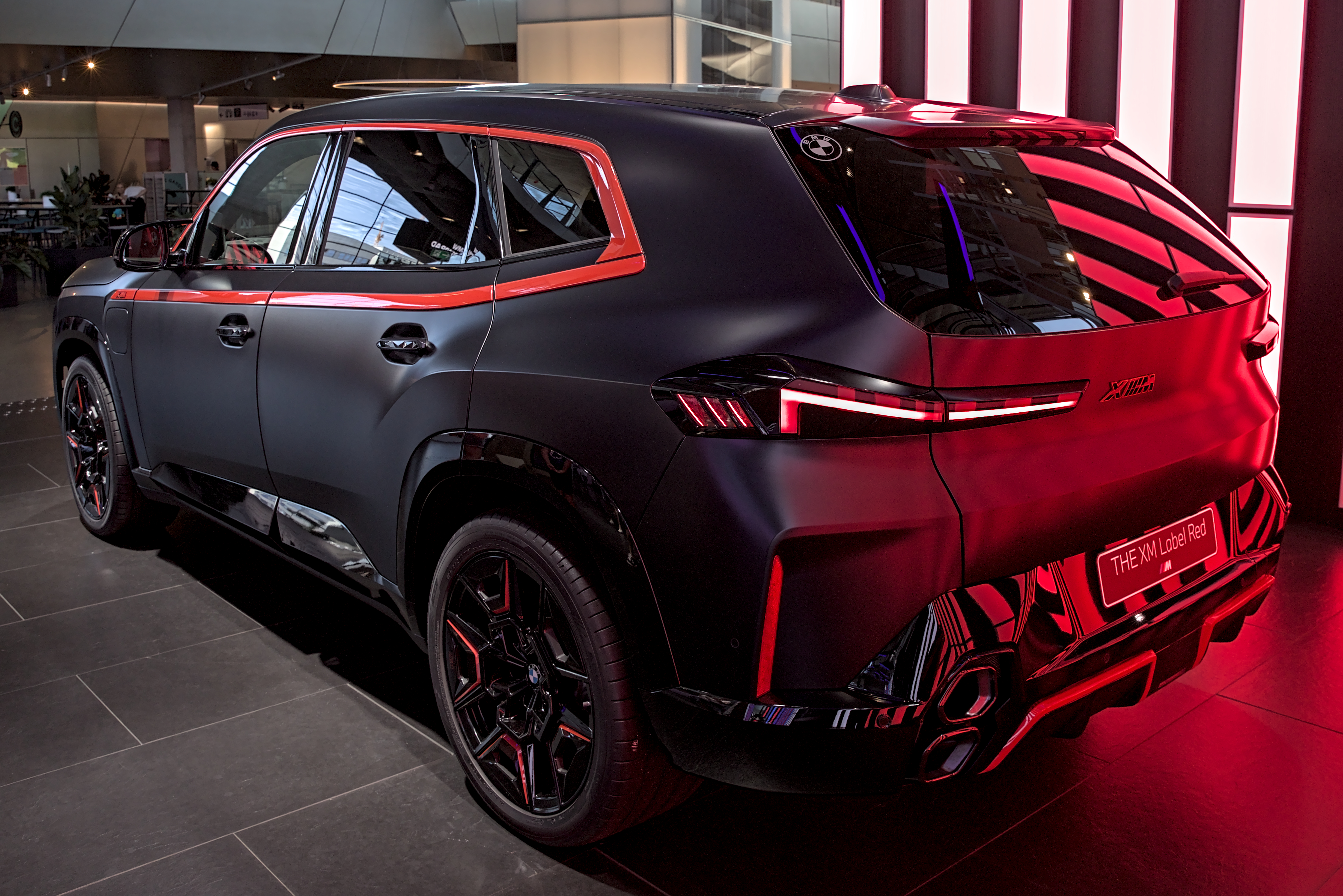
Heckansicht mit Lichsignatur Label Red
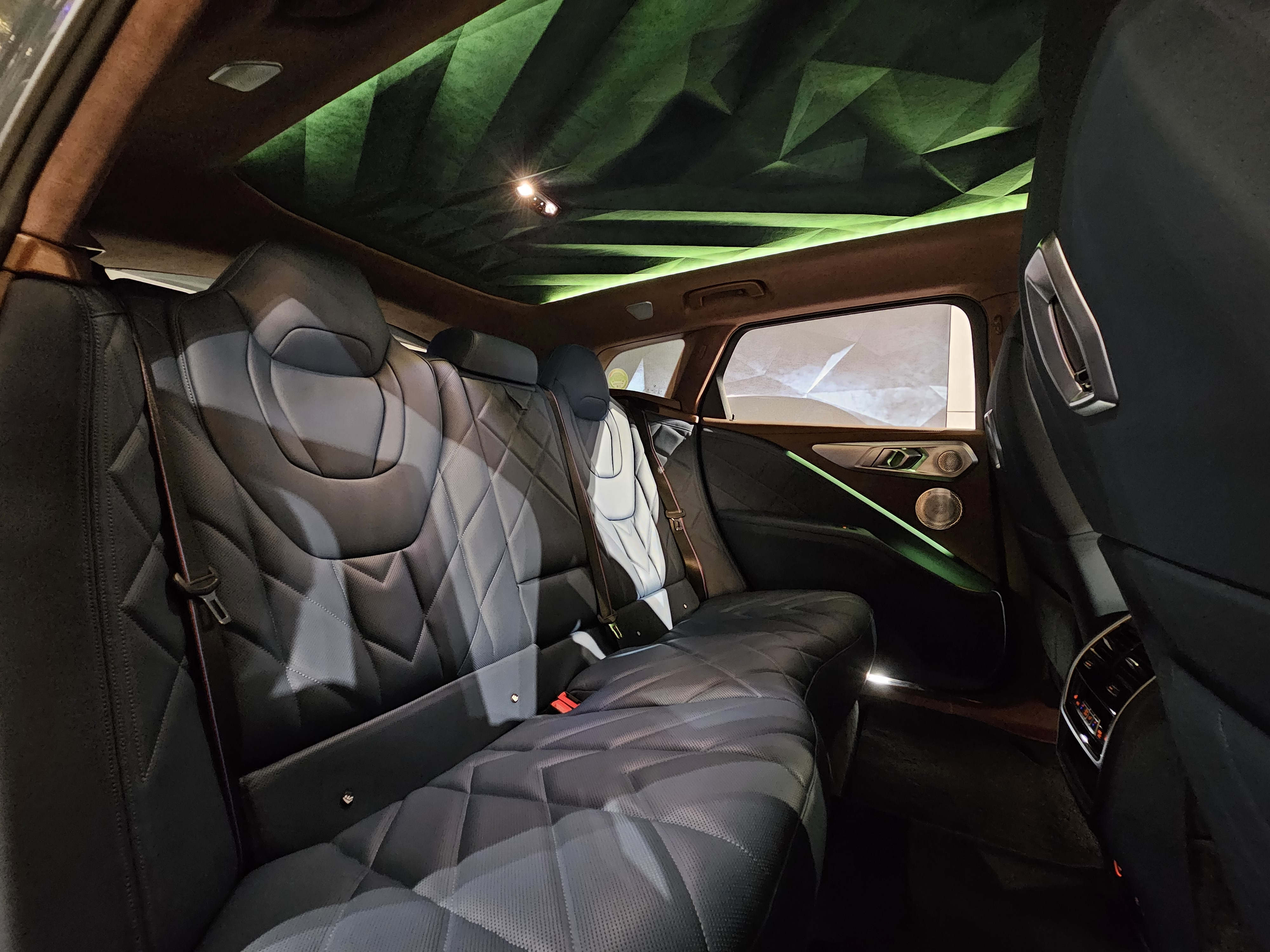
Fond samt Dachhimmel mit Prismenstruktur
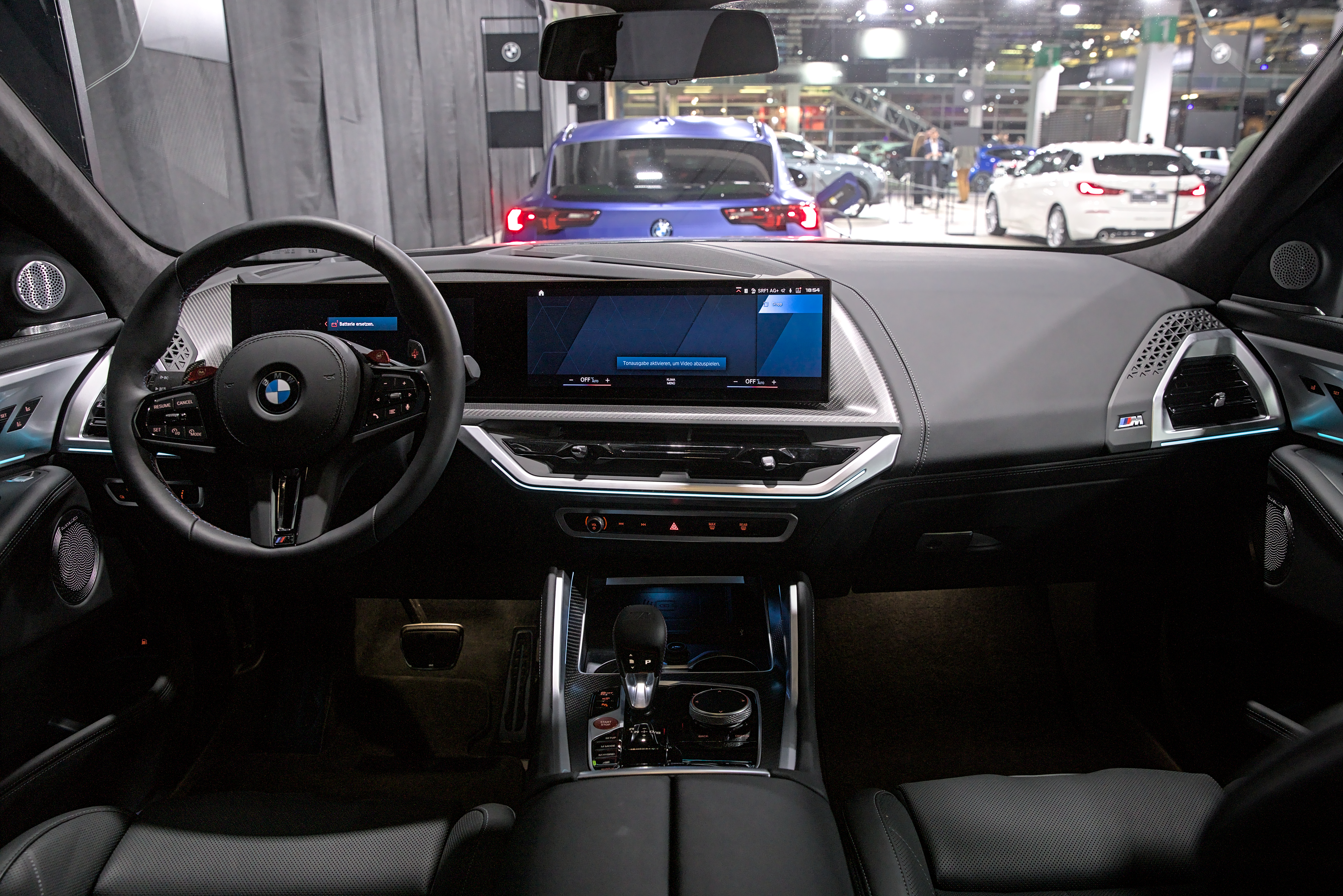
Innenansicht

## Innenraum
Die Armaturentafel hat ein 14,9 Zoll großes, leicht konkaves Display (Curved Display) wie beispielsweise im BMW iX, ebenso den iDrive. Die vorderen Sitze sind mit „Vintage-Leder“ bezogen, der Fond von den Platzverhältnissen und in der Machart (Loungecharakter) großzügig gestaltet; der Dachhimmel ist mit Alcantara bezogen, mit Prismen bestückt sowie mit LED-Lichtleisten indirekt beleuchtet.

## Technik

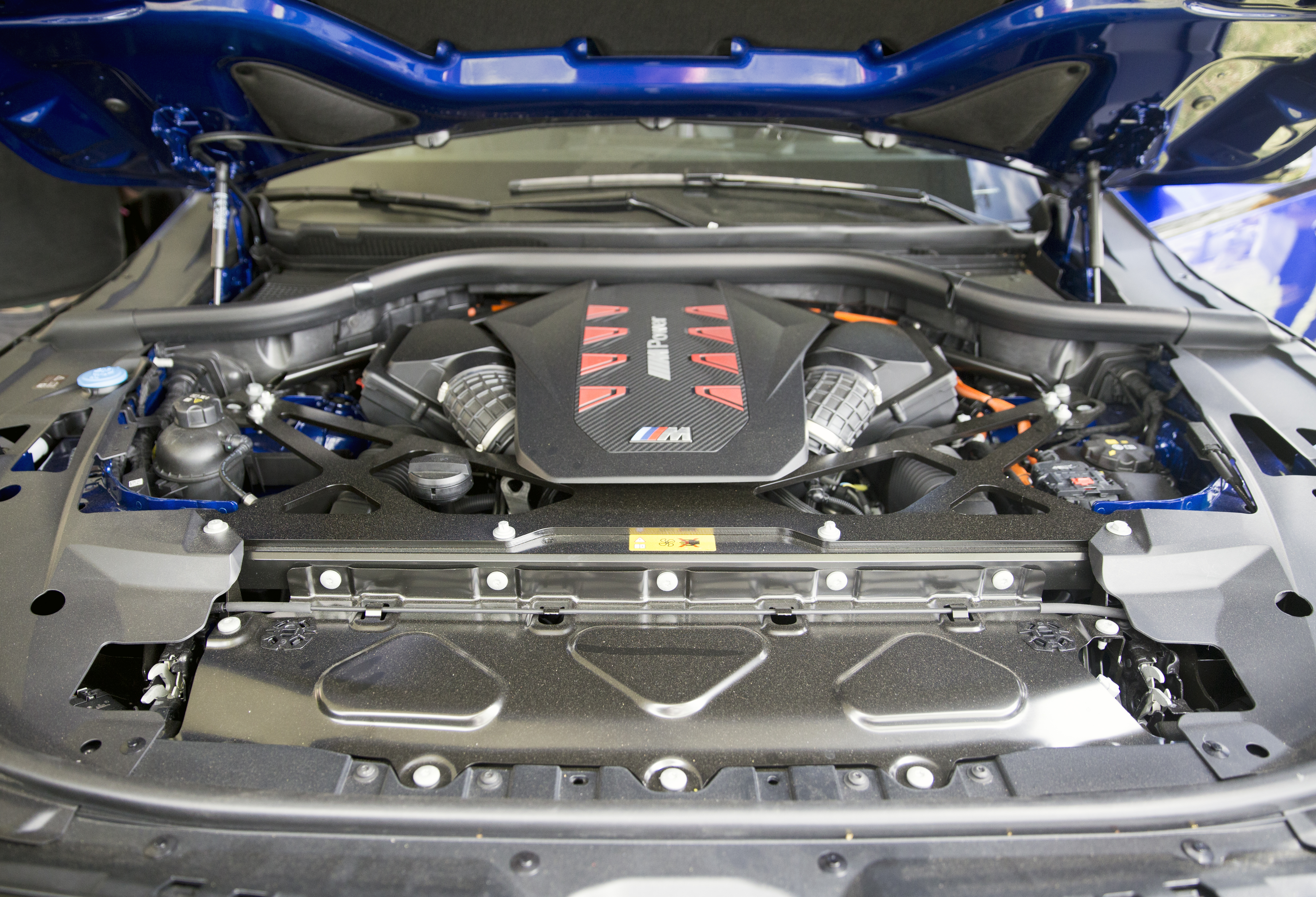
XM, Motorraum

Der XM wird als Plug-in-Hybrid von einem mit zwei Turboladern aufgeladenen 4,4 Liter-V8-Ottomotor mit 360 kW (489 PS) und maximal 650 Nm Drehmoment (BMW S68) sowie einem Elektromotor mit 145 kW (197 PS) angetrieben: Zusammen ergeben sich 480 kW (653 PS) und 800 Nm Drehmoment. Der am Unterboden angebrachte Lithium-Ionen-Akku hat eine Kapazität von 29,5 kWh, was im WLTP-Prozess für eine elektrische Reichweite von bis zu 88 Kilometern genügt. Die Antriebsbatterie wird neben Wallboxen und Ladesäulen mit einem eingebauten Ladegerät der Leistung 7,4 kW geladen. Die Höchstdrehzahl des Verbrennungsmotors beträgt 7200/min. Beim Label Red bleibt die Leistung des Elektromotors gleich, die des Verbrennungsmotors wird auf 430 kW (585 PS) erhöht. Dabei wird eine verstärkte Kurbelwelle und ein überarbeitetes Schmiersystem eingesetzt. Die Systemleistung gibt BMW hier mit 550 kW (748 PS) und das Systemdrehmoment mit 1000 Nm an. Beim 50e wird der bekannte Elektromotor mit einem 3,0 Liter-R6-Ottomotor (BMW B58) mit 230 kW (313 PS) und 450 Nm Drehmoment kombiniert. Die Systemleistung wird mit 350 kW (476 PS) angegeben. Die Höchstgeschwindigkeit im elektrischen Betrieb ist bei allen drei Varianten auf 140 km/h begrenzt. Im kombinierten Antrieb wird sie bei 250 km/h (mit optionalem M Driver’s Package bei 270 km/h und beim Label Red bei 290 km/h) abgeregelt.
Das dem BMW X5 M ähnliche Fahrwerk wurde an das höhere Gewicht des XM angepasst. Es ist ein adaptives Fahrwerk (M Fahrwerk Professional) mit Stahlfedern und elektronisch geregelten Dämpfern. Der Wagen hat an beiden Achsen einen negativen Radsturz von etwa 1,3 Grad und eine aktive Wankstabilisierung, die aus einem 48 V-Bordnetz gespeist wird. Zudem wird die Beladung des Fahrzeugs automatisch berücksichtigt. Weiter wird bei Geschwindigkeiten unter 40 und über 160 km/h die Allradlenkung (Integral-Aktivlenkung) eingesetzt. Die elektromechanische Zahnstangenlenkung ist geschwindigkeitsabhängig unterstützt und variabel übersetzt. Sie kann im Fahrzeug-Setup über zwei verschiedene Kennlinien (eine für sportlichen Einsatz) eingestellt werden. Die Bremsen sind an allen Rädern belüftet, vorn haben sie Sechs-Kolben-Sättel.
Neben dem Einsatz verschiedener Assistenzsysteme lassen sich bis zu 60 Sekunden lange Videoaufnahmen der Fahrten erstellen und an ein Smartphone übermitteln (BMW Drive Recorder).

## Mystique Allure
Im Rahmen der Internationalen Filmfestspiele von Cannes 2024 präsentierte BMW das Einzelstück Mystique Allure. Es ist in Zusammenarbeit mit dem Model Naomi Campbell entstanden und hat deren Lieblingsfarbe Ultramarin. Außerdem ist das Fahrzeug teilweise mit Samt überzogen.

## Technische Daten
|                                                                         | XM 50e                      | XM                            | XM Label                    |
| ----------------------------------------------------------------------- | --------------------------- | ----------------------------- | --------------------------- |
| Bauzeit                                                                 | seit 03/2024                | 12/2022–06/2025               | seit 04/2023                |
| Motorart                                                                | Ottomotor + Elektromotor    | Ottomotor + Elektromotor      | Ottomotor + Elektromotor    |
| Motorbauart                                                             | R6 + Elektromotor           | V8 + Elektromotor             | V8 + Elektromotor           |
| Motortyp                                                                | B58B30                      | S68                           | S68                         |
| Gemischaufbereitung                                                     | Benzindirekteinspritzung    | Benzindirekteinspritzung      | Benzindirekteinspritzung    |
| Motoraufladung                                                          | Twin–Scroll–Abgasturbolader | Twin–Scroll–Abgasturbolader   | Twin–Scroll–Abgasturbolader |
| variable Ventilsteuerung                                                | Valvetronic                 | Valvetronic                   | Valvetronic                 |
| Hubraum                                                                 | 2998 cm³                    | 4395 cm³                      | 4395 cm³                    |
| max. Systemleistung                                                     | 350 kW (476 PS)             | 480 kW (653 PS)               | 550 kW (748 PS)             |
| max. Leistung Verbrennungsmotor bei 1/min                               | 230 kW (313 PS) / 5000–6500 | 360 kW (489 PS) / 5400–7200   | 430 kW (585 PS) / 5500–6500 |
| max. Leistung Elektromotor bei 1/min                                    | 145 kW (197 PS) / 7000      | 145 kW (197 PS) / 7000        | 145 kW (197 PS) / 7000      |
| max. Systemdrehmoment                                                   | 700 Nm                      | 800 Nm                        | 1000 Nm                     |
| max. Drehmoment Verbrennungsmotor bei 1/min                             | 450 Nm / 1750–4700          | 650 Nm / 1600–5000            | 750 Nm / 1800–5400          |
| max. Drehmoment Elektromotor bei 1/min                                  | 280 Nm / 100–5500           | 280 Nm / 100–5500             | 280 Nm / 100–5500           |
| Getriebe, serienmäßig                                                   | 8-Gang-Automatikgetriebe    | 8-Gang-Automatikgetriebe      | 8-Gang-Automatikgetriebe    |
| Antrieb, serienmäßig                                                    | Allradantrieb               | Allradantrieb                 | Allradantrieb               |
| Leergewicht in kg (DIN/EU)                                              | 2620 / 2695                 | 2710 / 2785                   | 2720 / 2795                 |
| Beschleunigung, 0–100 km/h in s                                         | 5,1                         | 4,3                           | 3,8                         |
| Höchstgeschwindigkeit in km/h                                           | 250                         | 250 270 (1)                   | 250 290 (1)                 |
| Kraftstoffverbrauch, nach EWG-Richtlinie (WLTP), kombiniert in l/100 km | 1,3–1,7                     | 1,5–1,9                       | 1,6–2,0                     |
| Stromverbrauch, nach EWG-Richtlinie (WLTP), kombiniert in kWh/100 km    | 31,5–32,2                   | 32,5–33,6                     | 32,5–33,5                   |
| CO2-Emission mit Seriengetriebe (WLTP), kombiniert in g/km              | 30–37                       | 35–43                         | 35–45                       |
| Tankinhalt                                                              | 69 l                        | 69 l                          | 69 l                        |
| Reichweite nach WLTP rein elektrisch                                    | 78–84 km                    | 76–83 km                      | 76–82 km                    |
| Abgasnorm nach EU-Klassifikation                                        | Euro 6e                     | Euro 6d (ab 09/2023: Euro 6e) | Euro 6e                     |

## Zulassungszahlen in Deutschland
Seit dem Marktstart bis einschließlich Dezember 2024 sind in der Bundesrepublik Deutschland insgesamt 2.081 BMW XM neu zugelassen worden.
|  |

|  |

|  |

|  |

|  |

|  |

|  |

|  |

|  |

|  |

|  |

|  |

|  |

|  |

|  |

|  |

|  |

|  |

|  |

|  |

|  |

|  |

|  |

|  |

|  |

|  |

|  |

|  |

|  |

|  |

|  |

|  |

|  | Benzin-PHEV (2.081) |

|  | Benzin-PHEV (2.081) |